# Igława (miasto)
Igława (cz. Jihlavaⓘ, niem. Iglau) – miasto statutarne w południowej części Republiki Czeskiej, na Wysoczyźnie Czeskomorawskiej, na pograniczu dwóch krain historycznych: Czech właściwych i Moraw, nad rzeką Igławą. Stolica kraju Wysoczyna oraz powiatu Igława.
Według danych z 1 stycznia 2024, liczba mieszkańców miasta wynosi 53 986 osób (16. miejsce w kraju), a powierzchnia – 87,87 km².

## Nazwa
Pochodzenie nazwy miasta nie jest do końca wyjaśnione – wiadomo na pewno, że pierwsza kupiecka osada wzięła swą nazwę od płynącej tutaj rzeki. Nazwę rzeki wywodzi się albo od Longobardów (Igulaha) albo od Słowian, u których jehla oznaczały ostre kamienie w korycie rzeki. Mieszkający w mieście od średniowiecza Niemcy wiązali ją z niemieckim słowem Igel (nazwa niemiecka Iglau), stąd prawdopodobnie w symbolice miasta pojawił się jeż. W roku 1613 śląski regionalista i historyk Mikołaj Henel z Prudnika wymienił miejscowość w swoim dziele o geografii Śląska pt. Silesiographia podając jej łacińską nazwę: Iglavia.

## Gospodarka
W mieście rozwinął się przemysł maszynowy, samochodowy, elektroniczny, włókienniczy, drzewny, szklarski, skórzany, spożywczy oraz hutniczy.

## Historia
Igławę założono w pobliżu bogatych złóż rudy srebra ok. roku 1240 jako wolne miasto górnicze. Jest przez to najstarszym miastem górniczym w Czechach (ok. 50 lat starszym od Kutnej Hory). Pierwsza wzmianka o osadzie Jihlava jest jednak starsza – pochodzi z 1233 r. W XIV w. nastąpiło zahamowanie wydobycia srebra i zaczęło rozwijać się sukiennictwo. W XIX w. miasto stało się ważnym ośrodkiem przemysłowym (głównie włókiennictwo) i uzyskało połączenie kolejowe. Do 1945 r. Igława wraz z okolicą była „niemiecką wyspą językową” (Iglauer Sprachinsel). W latach 1909–1948 funkcjonowała tu niewielka sieć tramwajowa. Stolicą kraju jest od 2001 r.
Igława pełni funkcję regionalnego ośrodka administracyjnego, przemysłowego, handlowo-usługowego, akademickiego (Wyższa Szkoła Politechniczna) i kulturalnego. Obecnie główną gałąź gospodarki stanowi przemysł maszynowy (m.in. zakłady Robert Bosch GmbH i Motorpal). Swoją siedzibę mają tu kluby sportowe: piłkarski FC Vysočina Igława i hokejowy Dukla Jihlava. Miasto jest także ważnym w skali kraju węzłem drogowym i kolejowym.
Najważniejsze zabytki Igławy znajdują się w obrębie średniowiecznego Starego Miasta z Placem Masaryka o powierzchni 36 653 m², stanowiącym miejski rynek. Są to kościoły: św. Jakuba, św. Krzyża, Wniebowzięcia NMP i św. Ignacego, liczne kamienice mieszczańskie, ratusz oraz pozostałości obwarowań miejskich z Bramą Matki Boskiej. Turystom udostępniony jest labirynt podziemnych korytarzy o długości 25 km – drugi co do wielkości podziemny kompleks w Czechach. Poza Starym Miastem znajduje się m.in. cmentarz żydowski z grobowcem rodziców Gustava Mahlera. Jedną z atrakcji miasta jest też duży ogród zoologiczny.
Igława znajduje się na obszarze dwóch krain historycznych: Czech właściwych (część lewobrzeżna miasta) i Moraw (część prawobrzeżna, w tym Stare Miasto). W północnej części miasta znajdują się kamienie z czasów Marii Teresy wyznaczające granicę czesko-morawską.
W Igławie urodzili się malarz Dominik Oesterreicher (1750–1809), protoplasta rodu Estreicherów, lekarz Josef Vincenc Melion (1813–1905) oraz historyk i genealog Ottokar Lorenz (1832–1904).

## Demografia
Dane demograficzne za rok 2021 i 2024.
| Rok             | 2021   | 2024   |
| --------------- | ------ | ------ |
| Liczba ludności | 51 125 | 53 986 |
| Liczba mężczyzn | 25 049 | 26 122 |
| Liczba kobiet   | 26 076 | 27 864 |

## Miasta partnerskie
- Eilenburg, 1987
- Purmerend, 1991
- Heidenheim an der Brenz, 2002